# 陈汉第
陳漢第（1874年—1949年）字仲恕，號伏盧。浙江杭州人。中国政治人物、画家。

## 生平
陳漢第出身于杭州望族，同父亲陳豪、弟弟陳叔通号称“一門三進士”。早年，陳漢第留學日本，曾入東三省總督趙爾巽幕府。辛亥革命後，歷任國務院秘書長、清史館编纂。
陳漢第是中國畫學研究會的發起人之一。他擅于画花卉及枯木竹石。他还喜欢收藏古重印，1939年輯为《伏廬考藏璽印》（又名《伏盧藏印》），此外还有《伏盧藏印辑集》等。